# Ericka Dunlap
Ericka Dunlap (Orlando, 29 dicembre 1981) è una modella statunitense, incoronata Miss America 2004.
È la settima donna afroamericana ad ottenere il titolo di Miss America, e la prima ad ottenere quello di Miss Florida.
Durante il suo anno di regno, Ericka Dunlap è apparsa al The Oprah Winfrey Show, Hollywood Squares, Live With Regis and Kelly e The O'Reilly Factor. Ha anche lavorato come cerimoniere per alcune gare NASCAR e come suo primo incarico fuori dai confini nazionali, ha visitato le truppe in Kuwait.
Il 18 febbraio 2007 ha sposato Brian Kleinschmidt, ed insieme a lui ha partecipato alla quindicesima edizione della trasmissione televisiva statunitense The Amazing Race. Alla fine dello show la Dunlap ed il marito si sono classificati al terzo posto.